# Jacksonův ostrov
Jacksonův ostrov (rusky Остров Джексона) je arktický ostrov ve střední části souostroví Země Františka Josefa v Severním ledovém oceánu.
Rozloha ostrova je 510 km² a nejvyšší vrchol dosahuje výšky 481 m n. m. Většina jeho povrchu je s výjimkou několika malých oblastí na pobřeží zaledněná. Na severovýchodní straně se nachází hluboký De Longův záliv, který od sebe odděluje dva poloostrovy. Z jižní strany je tento záliv ohraničen Bystrovovým mysem pojmenovaným podle ruského paleontologa Alexeje Bystrova. Na západním pobřeží se nacházejí kolonie alkounů malých.
Samotný ostrov byl pojmenován na počest anglického polárníka F. G. Jacksona, který v souostroví se svou expedicí prozkoumal a pojmenoval několik ostrovů. Na Norském mysu v západní části ostrova přezimovali v letech 1895–1896 Fridtjof Nansen a Hjalmar Johansen poté, co se jim nepovedlo dosáhnout severního pólu. Zbytky jejich chaty dosud existují.

## Sousední malé ostrovy
- Alexandrovy ostrovy (rusky Острова Александра jsou skupinou malých ostrovů v blízkosti severozápadního pobřeží Bystrovova mysu pojmenovaných po rakousko-uherském polním maršálovi Alexandrovi von Krobatin.
- Ommanneyho ostrov (Остров Оммани) je malý ostrov srpkovitého tvaru asi 11 km od Bystrovova mysu pojmenovaný podle polárníka Erasma Ommanneyho, který v roce 1850 pátral po ztracené expedici Johna Franklina.
- Harleyův ostrov (Остров Харли) je 10 km dlouhý a úzký ostrov poblíž západního pobřeží. Nejvyšší bod ostrova se nachází ve výšce 80 m n. m. Nese jméno Daniela W. Harleye, který se v letech 1875–1876 účastnil expedice sira Alberta H. Markhama.
- Malý Levaněvského ostrov (Остров Леваневского) se nachází asi 1 km jižně ho Harleyova ostrova. Pojmenován byl na počest sovětského pilota Sigismunda Levaněvského, který se v letech 1937–1938 se svým letem ztratil při pokusu o přelet Arktidy z Moskvy do Fairbanks na Aljašce.
- Klingův ostrov (Остров Клинг) se nachází 4 km západně od jihozápadního mysu. Své jméno dostal podle kapitána Alfréda Klinga, který byl členem německé expedice do Antarktidy pod vedením Wilhelma Filchnera v letech 1911–1912.
- Ničův ostrov (Остров Нич) v De Longově zálivu.
- Mageeho ostrovy (Острова Макги) jsou dva malé ostrovy u východního pobřeží pojmenované po Billym Mageem, který doprovázel Ernesta Oberholtzera při jeho 4 800 km dlouhé cestě Arktidou.
- Queriniho ostrov (Остров Кверини) se nachází ve velkém zálivu na jižním pobřeží Jacksonova ostrova a je pojmenován po italském průzkumníkovi Francesu Querinim, který zemřel během polární výpravy v roce 1909.

## Galerie

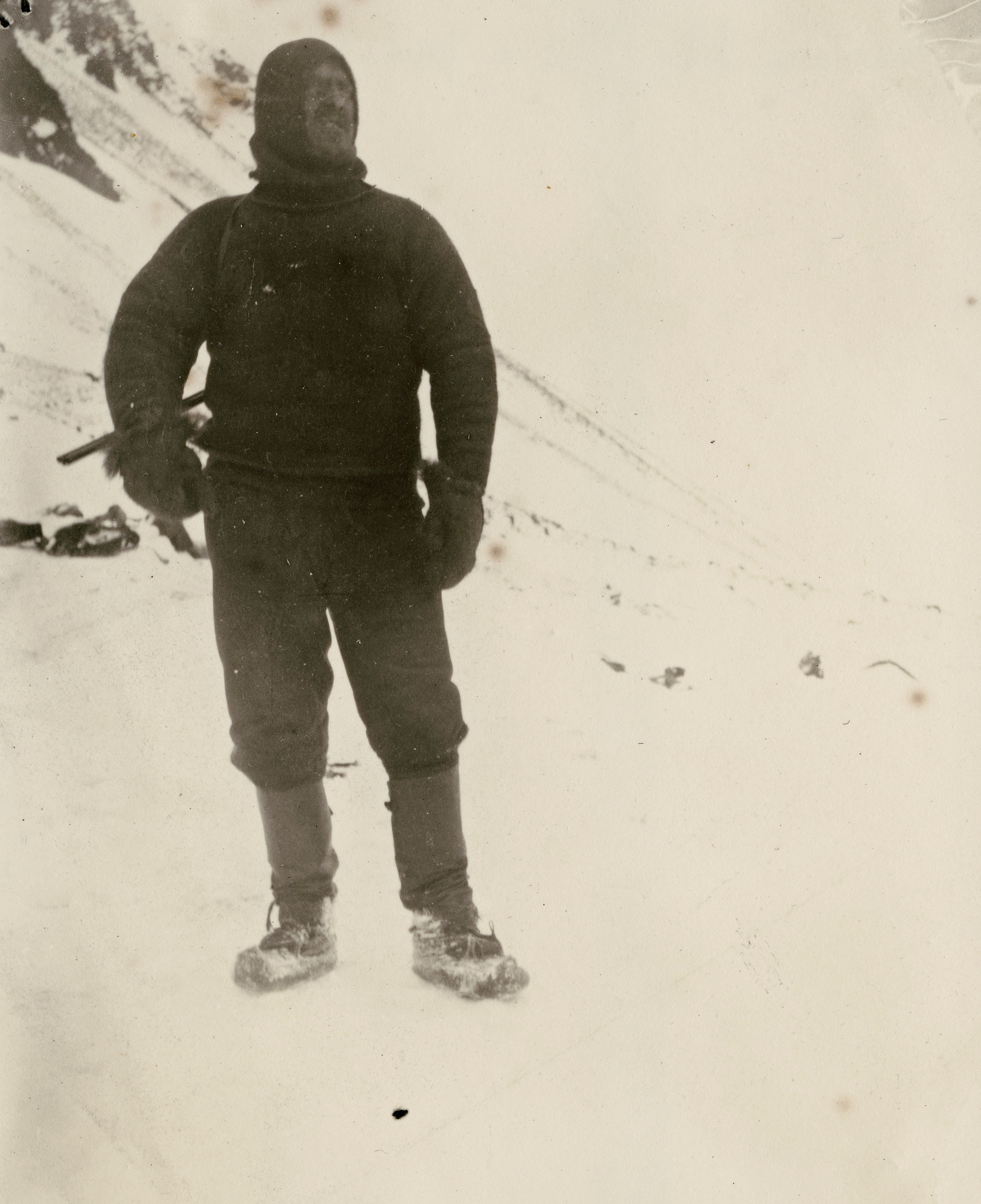
Fridtjof Nansen během přezimování na ostrově
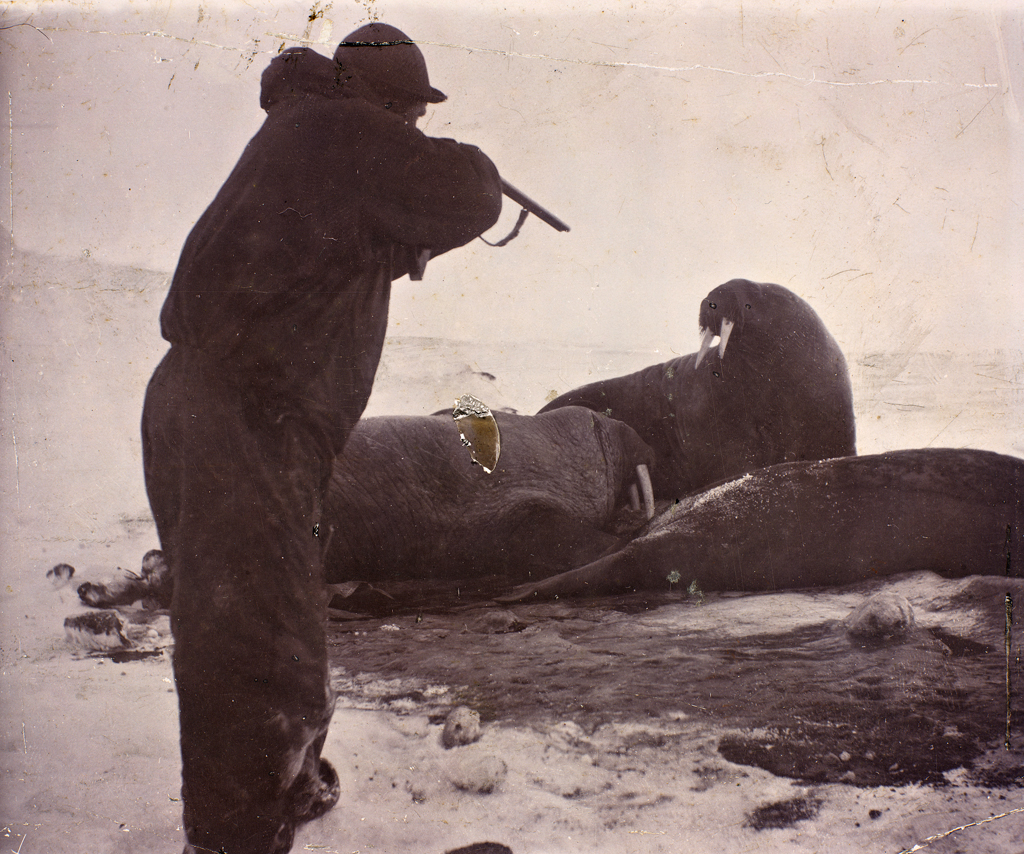
Hjalmar Johansen při lovu mrožů
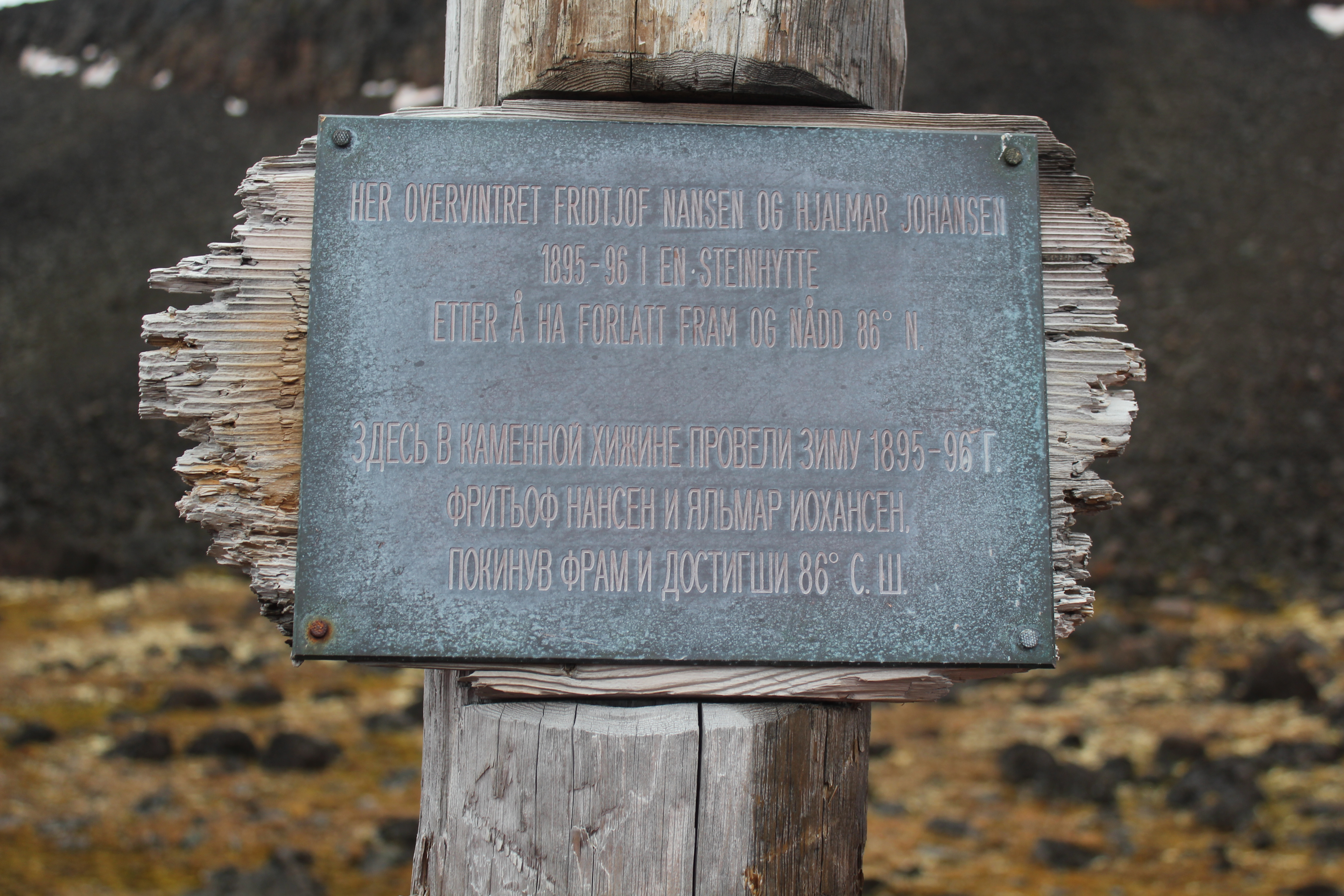
Pamětní deska Nansena a Johansena
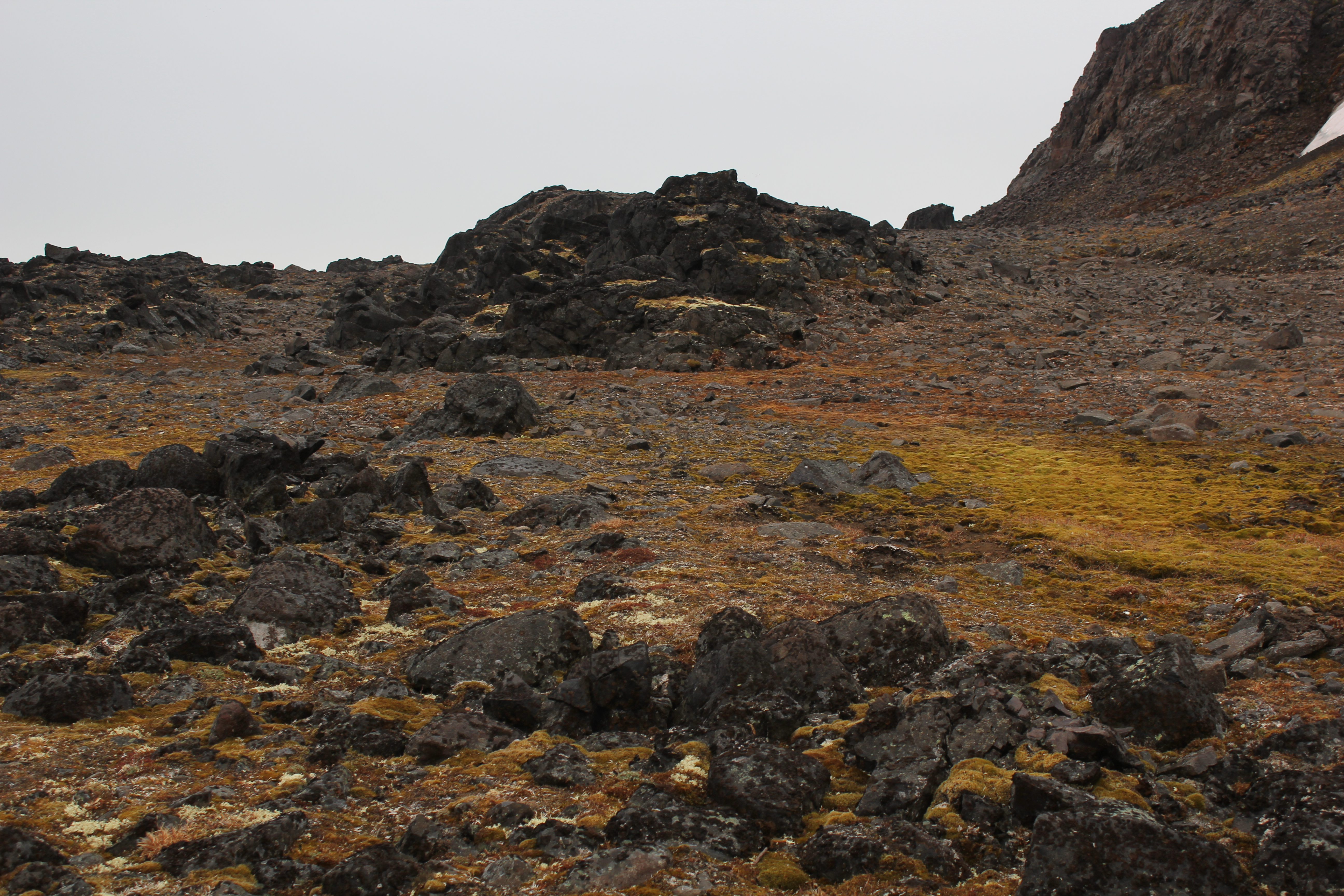
Ostrovní krajina